# VfL Sindelfingen
Il Verein für Leibesübungen Sindelfingen 1862, abbreviato in VfL Sindelfingen e citato anche più semplicemente come Sindelfingen è una società polisportiva tedesca con sede a Sindelfingen, città del Land Baden-Württemberg. La società, fondata nel 1862, consta di 9 036 tesserati, risultando uno dei club sportivi dilettantistici del Baden-Württemberg con il maggior numero di membri. Il VfL Sindelfingen è attivo con 27 diverse discipline sportive tra sport individuali e di squadra, disputando tornei, sia in ambito maschile che femminile, anche per le categorie di sportivi con disabilità: aikidō, atletica leggera, badminton, bowling, calcio, ciclismo, danza, ginnastica, ginnastica acrobatica, golf, judo, jujutsu, karate, nuoto, pallacanestro, pallamano, pallanuoto, pallavolo, pugilato, scacchi, sollevamento pesi, taekwondo, tennis, tennistavolo, triathlon, subacquea.

## Calcio

### Calcio femminile
Tra le sezioni di maggior successo sportivo vi era la squadra di calcio femminile, che ha giocato nella Frauen-Bundesliga, il livello di vertice del campionato tedesco di categoria, tra il 1990 e il 1997, nella stagione 2005-2006 e dal 2012 al 2014. Nel febbraio 2017, il dipartimento di calcio femminile è stato scorporato e iscritto nel registro delle associazioni presso il tribunale locale nel marzo dello stesso anno con la denominazione "VfL Sindelfingen Ladies".